# David Dedek
David Dedek, slovenski košarkarski trener, * 25. januar 1971,  Ljubljana.
Dedek je študiral na  Univerzi v Ljubljani, kjer je uspešno zaključil študij na  Fakulteti za elektrotehniko. Študij je nadaljeval na Fakulteti za šport, kjer je zaključil študij kot najboljši študent letnika.

## Trenerska kariera
Pot košarkarskega trenerja je začel na osnovni šoli Franceta Bevka, kjer je leta 1985 pomagal uveljavljenemu pedagogu Alešu Pečetu pri osvojitvi naslova državnik prvakov v osnovnošolskem tekmovanju. Vrsto let je delal v mladinskem pogonu KD Ježica, kjer je leta 1996 prevzel člansko vrsto. Do leta 2003 je uspešno deloval v Sloveniji, na povabilo Andreja Urlepa pa je odšel na Poljsko in se pridružil ekipi Anwil Włocławek. Tega leta je z Anwilem osvojil tudi naslov državnih prvakov, ki je bil prvi v klubski zgodovini. V naslednjih letih je deloval pri ekipi Anwil Włocławek. Po kratki epizodi pri ekipi Śląsk Wrocław se je leta 2007 pridružil ekipi Asseco Gdynia. Z ekipo Arka Gdynia je osvojil 4 naslove državnih prvakov in naslov pokalnega zmagovalca. Po ekipi z Gdynji je deloval tudi pri ekipi AZS Koszalin. Leta 2016 je prevzel ekipo Start Lublin, katero je v sezoni 2019-20 popeljal do naslova državnih podprvakov. Z ekipo Polski Cukier Pszczółkę Start Lublin se je razšel oktobra 2021. V sezoni 2022/23 se je preselil na Madžarsko, kjer je v Debrecenu delal kot glavni trener prvoligaša DEAC Tungsram.. Pred naslednjo sezono (2023/24) se je vrnil na Poljsko, kjer je vodil ekipo Zastal (Zielona Góra)..

### Klubi Slovenija
- 1984/85	OŠ France Bevk	(šola	- dečki 12-13 let)	- Pomočnik trenerja
- 1988/89	»Ježica«	(1. liga - dečki 14-15 let)	- Pomočnik trenerja
- 1989/90	OŠ »Danila Kumar«	(šola	- dečki 12-15 let)	- Glavni trener
- 1990/91	OŠ »Milan Šuštaršič«	(šola	- dečki 10-15 let)	- Glavni trener
- 1991/92	»Ježica«	(2. liga - dečki 14-15 let)	- Glavni trener
- 1992/93	»Ježica«	(1. liga - dečki 14-15 let)	- Glavni trener
- 1993/94	»Ježica«	(1. liga - kadeti 16-17 let)	- Glavni trener
- 1994/95	»Ježica«	(1. liga - kadeti 16-17 let)	- Glavni trener
- 1994/95	»Ježica«	(1. liga - mladinci 18-19 let)	- Glavni trener
- 1994/95	»Ježica«	(1.B)	- Glavni trener
- 1995/96	»Iskra Litus«	(1.A)	- Pomočnik trenerja
- 1995/96	»Smelt Olimpija«	(1. liga- kadeti 16-17 let)	- Glavni trener
- 1995/96	»Ježica«	(1.B)	- Glavni trener
- 1996/97	»Ježica«	(1.B)	- Glavni trener
- 1997/98	»IMOS Ježica«	(Liga 1., Evroliga)	- Glavni trener
- 1998/99	»Slovan«	(1.A)	- Glavni trener
- 1998/99	»Slovan«	(1. liga - do 20 let)	- Glavni trener
- 2000/01	»Kraški zidar«	(1.A)	- Glavni trener
- 2001/02	»Jurij Plava laguna«	(1.B)	- Glavni trener
- 2002/03	»Jurij Plava laguna«	(1.A)	- Glavni trener

### Klubi Tujina
- 2002/06	Anwil Włocławek (pl) (Poljska košarkarska liga (pl); PLK)	- Pomočnik trenerja
- 2006/07    Anwil Włocławek (PLK)	- Glavni trener - do 1/2007
- 2007/08	Śląsk Wrocław (pl) (PLK)	- Pomočnik trenerja - do 11/2007
- 2007/11	Arka Gdynia (pl) (PLK)	- Pomočnik trenerja - od 12/2007
- 2008/09	Asseco Gdynia (PLK)	- Pomočnik trenerja
- 2009/10	Asseco Gdynia (PLK)	- Pomočnik trenerja
- 2010/11	Asseco Gdynia (PLK)	- Pomočnik trenerja
- 2011/12	AZS Koszalin (pl)   (PLK)	- Pomočnik trenerja
- 2012/13	Start Gdynia (pl) (PLK)	- Glavni trener
- 2013/14	Asseco Gdynia  (PLK)	- Glavni trener
- 2014/15	Asseco Gdynia  (PLK)	- Glavni trener
- 2015/16	AZS Koszalin   (PLK)	- Glavni trener
- 2016/21	Start Lublin (pl)  (PLK)	- Glavni trener
- 2022/23    DEAC (hu) (MKOSZ (hu))	- Glavni trener
- 2023/24	Zastal Zielona Góra (pl)  (PLK)	- Glavni trener

### Reprezentanca
- 1993-1996 - Istanbul ’95	do 22 let 	- Pomočnik trenerja
- 1996-1997 - Barcelona ’97	- Pomočnik trenerja
- 2000-2001 - kadeti (r. 1985)	- Glavni trener
- 2002 - mladinci (r. 1986)	- Glavni trener
- 2007 - Alicante ’97	- Pomočnik trenerja reprezentance Poljske

### Dosežki
- 1984/85	OŠ France Bevk	(šola	- dečki 12-13 let) - Pomočnik trenerja – Slovenski prvak
- 1993/94	»Ježica«	(1. liga - kadeti 16-17 let) - Glavni trener - Slovenski prvak
- 1994/95	»Ježica«	(1. liga - mladinci 18-19 let - Glavni trener - Slovenski podprvak
- 1997/98	»IMOS Ježica«	- Glavni trener - Slovenski prvak
- 1997/98	»IMOS Ježica«	- Glavni trener – Slovenski pokalni zmagovalec
- 1998/99	»Slovan«	do 20 let - Glavni trener - Slovenski prvak
- 2001/02	»Jurij Plava laguna«	- Glavni trener - Slovenski prvak „1.B league“
- 2002/03	Anwil Włocławek	(PLK) - Pomočnik trenerja - Poljski prvak
- 2004/05	Anwil Włocławek	(PLK) - Pomočnik trenerja - Poljski podprvak
- 2005/06	Anwil Włocławek	(PLK) - Pomočnik trenerja - Poljski podprvak
- 2007/08	Prokom Trefl Sopot (PLK) - Pomočnik trenerja - Pokalni zmagovalec
- 2007/08	Prokom Trefl Sopot (PLK) - Pomočnik trenerja - Poljski prvak
- 2008/09	Prokom Trefl Sopot (PLK) - Pomočnik trenerja - Evroliga TOP 16
- 2008/09	Prokom Trefl Sopot (PLK) - Pomočnik trenerja - Poljski prvak
- 2009/10	Prokom Trefl Sopot (PLK) - Pomočnik trenerja - Evroliga ELITE 8
- 2009/10	Prokom Trefl Sopot (PLK) - Pomočnik trenerja - Poljski prvak
- 2010/11	Prokom Trefl Sopot (PLK) - Pomočnik trenerja - Poljski prvak
- 2013/14	Asseco Gdynia (PLK) - Glavni trener - Playoff
- 2014/15	Asseco Gdynia (PLK) - Glavni trener - Playoff
- 2019/20	Start Lublin (PLK) - Glavni trener - Poljski podprvak

## Nagrade
- 1998 Trener leta - ZKTS
- 2014 Športnik meseca (januar) - trojmiasto.pl [10]
- 2015 Športnik meseca (maj) - trojmiasto.pl [11]
- 2014 Trener leta - redakcja Sportowe Fakty [12]
- 2014 Trener leta - Radio Gdansk [13]
- 2015 Trener leta - Radio Gdansk [14]
- 2020 Trener leta - redakcja Polski Kosz [15]
- 2020 Najboljši trener - redakcja Polsat Sport [16]
- 2020 Nagrada Mesta Lublin [17]